# Symplocos robusta
Symplocos robusta är en tvåhjärtbladig växtart som beskrevs av B. Ståhl. Symplocos robusta ingår i släktet Symplocos och familjen Symplocaceae. Inga underarter finns listade i Catalogue of Life.